# Кременецкий лицей
Кременецкий лицей — учебное заведение в городе Кременец Кременецкого уезда Волынской губернии Российской империи. Существовал под разными названиями в 1805—1833 годах.

## Гимназия (1805—1819)
Общеобразовательное учебное заведение для детей польской шляхты было создано в 1803 - 1805 гг. Тадеушем Чацким и Г. Коллонтаем и начало функционировать в 1805 году под наименованием Высшая Волынская гимназия.
Гимназия находилась имела астрономическую обсерваторию, ботанический сад и библиотеку.
Первым директором гимназии стал известный математик, профессор Ягеллонского университета Юзеф Чех. Высшая Волынская гимназия состояла из двух отделений: низшего (4 класса по году обучения в каждом) и высшего (3 курса по два года в каждом). В низших классах преподавались преимущественно языки латинский, польский, русский, немецкий и французский, а в качестве второстепенных предметов — арифметика, учение о нравственности и география. Высшие курсы были переполнены предметами как математическими, так и словесными и юридическими. Такое множество предметов вело за собою крайнюю специализацию. Воспитанники группами по 50-70 и менее записывались на какой-либо один предмет и составляли «отделы»; деление на курсы нарушалось.
При открытии гимназии в неё поступило 280 чел., а в 1810 было уже 612 воспитанников. Средства гимназии состояли из доходов кременецкого староства, пособия правительства и многочисленных пожертвований польского общества. 
В 1814—1818 здесь работал библиотекарем будущий известный этнограф и фольклорист З. Доленга-Ходаковский.

## Волынский лицей (1819—1833)
В 1819 году гимназия переименована в лицей.
По языку, составу учащих и учащихся (в 1821 году православных было 34 из 600), по характеру учебных пособий и школьной жизни лицей был совершенно польским заведением. При нём состояла школа землемеров, переведённая впоследствии в Киев, а с 1818 года — «Общество для усовершенствования в авторстве и ораторстве», учреждённое князем Чарторыйским. Состояло оно из учеников-членов под председательством ученика и занималось составлением и чтением рефератов.
Преподавали в лицее известные учёные того времени: биолог австрийского происхождения Виллибальд Бессер, польский историк Иоахим Лелевель, литературовед Эвзебиуш Словацкий, правовед Александр Мицкевич — брат Адама Мицкевича, физик и химик Игнатий Абламович и другие. В Кременецком лицее сформировалась так называемая украинская школа в польской литературе.
Учёба в гимназии-лицее была бесплатной, за исключением нескольких факультативных предметов — эстетики и физвоспитания. Дети из бедных семей получали стипендии. Позже было создано Общество благотворительности, в котором ученики из своих небольших денежных вкладов создавали общую кассу.
После начала в 1830 году польского восстания многие учащиеся примкнули к восстанию, после чего указом 21 августа 1831 года лицей был закрыт. По усмирении восстания предполагалось перевести лицей из Кременца в Житомир, но в 1833 году его перевели в Киев, и по высочайшему указу от 8 ноября 1833 года Волынский лицей послужил основой для создания в 1834 году университета Святого Владимира, которому было передано оборудование и библиотека лицея.

## Последующие события
В 1836 году здания лицея заняла Волынская духовная семинария.
После окончания советско-польской войны Кременец остался в составе Волынского воеводства Польши. В 1921 году здесь был вновь образован Кременецкий лицей.
В сентябре 1939 года Кременец вошёл в состав СССР, в 1940 здесь открыли учительский институт. 
В ходе Великой Отечественной войны 22 июля 1941 года Кременец был оккупирован наступавшими немецкими войсками, 18 марта 1944 года был освобождён советскими войсками в ходе Проскуровско-Черновицкой операции. В дальнейшем, город был восстановлен. В 1952 году учительский институт был преобразован в педагогический институт, а в 1969 году его перебазировали в Тернополь.
После этого в Кременце действовало педагогическое училище (после провозглашения независимости Украины преобразованное в колледж), а в 2003 году в здании лицея был открыт Кременецкий областной гуманитарно-педагогический институт.

## Дополнительная информация
- здание Кременецкого лицея 1731 - 1743 гг. постройки является памятником архитектуры XVIII века[2].